# Isabel Ribeiro
Frederica Isabel Iatti Ribeiro (São Paulo, 8 de julho de 1941 – Jundiaí, 13 de fevereiro de 1990) foi uma atriz brasileira.

## Biografia
A atriz sonhava em ser médica e trabalhar em pesquisas. Filha de Maria Iat, imigrante polonesa e empregada doméstica, e de Clóvis Ribeiro, político, jornalista e professor de Economia proveniente de tradicional família quatrocentona, teve que abandonar os estudos antes de ingressar na faculdade, indo trabalhar para ajudar a família.
O teatro surgiu meio por acaso quando fazia um curso de política estudantil. Seu primeiro trabalho como atriz foi na peça infantil A Bruxinha que Queria Ser Boa, em 1962.
Foi levada por Augusto Boal para o Teatro Arena nos anos 60 e entrou para a TV (anos 70) destacando-se primeiro em telenovelas da TV Tupi e depois na Rede Globo. De todos os trabalhos que fez em TV ela mesmo destacava como os mais importantes a Sonia de Duas Vidas, novela de Janete Clair e a Consuelo de Sinal de Alerta, escrita por Dias Gomes.
Mas outro trabalho sensível de Isabel Ribeiro foi na novela Sol de Verão de Manoel Carlos em 1982.
No cinema ganhou vários prêmios como melhor atriz e trabalhou com consagrados diretores, como Cacá Diegues, Leon Hirszman e Arnaldo Jabor, entre outros. Seus maiores sucessos no cinema foram em S. Bernardo; Os Condenados e Parceiros da Aventura. Seus últimos papéis de destaque foram como a médica Gisela de Feliz Ano Velho, adaptação dirigida por Roberto Gervitz para o romance de Marcelo Rubens Paiva, e o de uma solitária dona de casa no curta-metragem A Voz da Felicidade (1988), dirigido por Nelson Nadotti e adaptado de uma crônica de Luís Fernando Veríssimo.
Foi casada com o ator Altair Lima e teve três filhos. A atriz detectou um pequeno tumor no seio quando gravava a novela Helena, na TV Manchete. A atriz morreu em 13 de fevereiro de 1990 aos 48 anos, vitimada por um câncer de mama.

## Carreira

### Cinema
| Ano  | Título                         | Personagem         |
| ---- | ------------------------------ | ------------------ |
| 1987 | Besame Mucho                   | Irmã Encarnacion   |
| 1987 | Feliz Ano Velho                | Gisela             |
| 1987 | A Voz da Felicidade            | A Mulher           |
| 1984 | De Grens                       | Mulher de Marcelo  |
| 1982 | O Menino Arco-Íris             | Segunda Lavadeira  |
| 1982 | A Missa do Galo                | Conceição          |
| 1980 | Parceiros da Aventura          | Ana Maria          |
| 1979 | O Coronel e o Lobisomem        | Dona Celeste       |
| 1978 | Coronel Delmiro Gouveia        | Anunciada          |
| 1978 | A Queda                        | Laura              |
| 1977 | Na Ponta da Faca               | Glória             |
| 1975 | As Deliciosas Traições do Amor | Baronesa           |
| 1975 | Os Condenados                  | Alma d'Alvellos    |
| 1973 | Toda Nudez Será Castigada      | Tia Irene (Neneca) |
| 1973 | Os Homens Que Eu Tive          | Narradora          |
| 1972 | Amor, Carnaval e Sonhos        | —                  |
| 1972 | Quem é Beta?                   | —                  |
| 1972 | O Sereno Desespero             | Narradora          |
| 1971 | O Doce Esporte do Sexo         | Dona Sinhá         |
| 1971 | S. Bernardo                    | Madalena           |
| 1970 | Os Herdeiros                   | Rachel             |
| 1970 | Azyllo Muito Louco             | D. Evarista        |
| 1969 | Como Vai, Vai Bem?             | Amiga de Tereza    |
| 1969 | Tempo de Violência             | Ana Maria          |
| 1968 | Lance Maior                    | Marga              |
| 1967 | ABC do Amor                    | —                  |
| 1967 | Garota de Ipanema              | Amiga              |
| 1967 | Todas as Mulheres do Mundo     | Tuna               |

### Na televisão
| Ano  | Título                        | Personagem        | Notas                                 | Emissora          |
| ---- | ----------------------------- | ----------------- | ------------------------------------- | ----------------- |
| 1970 | Toninho on the Rocks          | Maridéla          |                                       | Rede Tupi         |
| 1971 | A Selvagem                    | Madre Superiora   |                                       | Rede Tupi         |
| 1972 | Tempo de Viver                | Isabel            |                                       | Rede Tupi         |
| 1974 | O Rebu                        | Glorinha Resende  |                                       | Rede Globo        |
| 1974 | Caso Especial                 | Zilda             | Episódio: "Boas Festas e Feliz Natal" | Rede Globo        |
| 1975 | O Noviço                      | Florência         |                                       | Rede Globo        |
| 1975 | O Grito                       | Lúcia             |                                       | Rede Globo        |
| 1976 | Duas Vidas                    | Sônia             |                                       | Rede Globo        |
| 1976 | Caso Especial                 | —                 | Episódio: "Sapicuá"                   | Rede Globo        |
| 1977 | Caso Especial                 | Edna              | Episódio: "O Poço"                    | Rede Globo        |
| 1977 | Sem Lenço, sem Documento      | Das Graças        |                                       | Rede Globo        |
| 1978 | Sinal de Alerta               | Consuelo          |                                       | Rede Globo        |
| 1978 | Caso Especial                 | —                 | Episódio: "A Enxada"                  |                   |
| 1979 | Gaivotas                      | Ângela            |                                       | Rede Tupi         |
| 1980 | Drácula, uma História de Amor | Hannah Laranjeira |                                       | Rede Tupi         |
| 1980 | Um Homem muito Especial       | Hannah Laranjeira |                                       | Rede Bandeirantes |
| 1981 | O Amor é Nosso                | Beatriz           |                                       | Rede Globo        |
| 1982 | Sol de Verão                  | Flora             |                                       | Rede Globo        |
| 1983 | Parabéns pra Você             | Helena            |                                       | Rede Globo        |
| 1983 | Champagne                     | Gilda             |                                       | Rede Globo        |
| 1983 | Caso Especial                 | Isabel            | Episódio: "Domingo em Família"        | Rede Globo        |
| 1983 | Caso Especial                 | Vera              | Episódio: "Damas, Valete e Crime"     | Rede Globo        |
| 1983 | Caso Especial                 | Helena            | Episódio: "O Pacto"                   | Rede Globo        |
| 1983 | Caso Especial                 | Flora             | Episódio: "O Outro Lado do Horizonte" | Rede Globo        |
| 1984 | Anarquistas, graças a Deus    | Narradora         |                                       | Rede Globo        |
| 1987 | Helena                        | Tomásia           |                                       | Rede Manchete     |

## Teatro[13]
| Ano  | Título                           | Autor                   | Direção            |
| ---- | -------------------------------- | ----------------------- | ------------------ |
| 1962 | A Bruxinha que Era Boa           | Maria Clara Machado     | Eugênio Kusnet     |
| 1963 | A Mandrágora                     | Nicolau Maquiavel       | Augusto Boal       |
| 1963 | O Noviço                         | Martins Pena            | Augusto Boal       |
| 1963 | O Melhor Juiz, o Rei             | Lope de Vega            | Augusto Boal       |
| 1964 | O Filho do Cão                   | Gianfrancesco Guarnieri | Paulo José         |
| 1964 | A Moratória                      | Jorge Andrade           | Kleber Santos      |
| 1965 | As Feiticeiras de Salém          | Arthur Miller           | João Bethencourt   |
| 1966 | Arena Conta Zumbi                | Augusto Boal            | Paulo José         |
| 1966 | Rasto Atrás                      | Jorge Andrade           | Gianni Ratto       |
| 1967 | Édipo Rei                        | Sófocles                | Gianni Ratto       |
| 1967 | O Sr. Puntila e Seu Criado Matti | Bertolt Brecht          | Flávio Rangel      |
| 1968 | O Burguês Fidalgo                | Molière                 | Ademar Guerra      |
| 1969 | A Mulher sem Pecado              | Nelson Rodrigues        | Ziembinski         |
| 1969 | Antígona                         | Sófocles                | João das Neves     |
| 1969 | Arena Conta Zumbi                | Augusto Boal            | Augusto Boal       |
| 1970 | Arena Conta Bolívar              | Augusto Boal            | Augusto Boal       |
| 1971 | Hoje É Dia de Rock               | José Vicente            | Rubens Correia     |
| 1972 | Independência ou Morte           | Hélio Bloch             | Hélio Bloch        |
| 1972 | Avatar                           | Luiz Carlos Ripper      | Luiz Carlos Ripper |
| 1974 | Sermão Para um Machão            | George Bernard Shaw     | João Bethencourt   |
| 1977 | O Santo Inquérito                | Dias Gomes              | Flávio Rangel      |
| 1982 | Godspell                         | Stephen Schwartz        | Altair Lima        |
| 1983 | Vargas                           | Dias Gomes              | Flávio Rangel      |
| 1986 | Aos 50 Anos Ela Descobriu o Mar  | Carlos Mattus           | Carlos Mattus      |